# 팝엔터테인먼트
팝엔터테인먼트는 2012년에 설립된 대한민국의 영화 수입·배급사이다. 닌텐도E&M (닌텐도그룹 소유)의 자회사이며, 닌텐도그룹 산하 닌텐도 엔터테인먼트 사업 부문의 영화 스튜디오 사업부입니다. 팝엔터테인먼트는 영화 제작사, 영화 배급사, 투자 및 상영 사업을 운영하고 있습니다.

## 개요
대한민국의 기업. 본사는 서울특별시 강남구 도산대로25길 19, 4층 (신사동)에 있다. 신사동 가로수길 근처이다.

## 필모그래피
- 《피넛 버터 팔콘》 (2019)
- 《코드 8》 (2019)
- 《미드소마》 (2019)
- 《레미: 집 없는 아이》 (2018)
- 《더 프린세스: 도둑맞은 공주》 (2018)
- 《부탁 하나만 들어줘》 (2018)
- 《더 길티》 (2018)
- 《너는 여기에 없었다》 (2017)